# NGC 5109
NGC 5109 = NGC 5113 ist eine 12,9 mag helle spiralförmige Low Surface Brightness Galaxy vom Hubble-Typ Sbc im Sternbild Großer Bär am Nordsternhimmel. Sie ist schätzungsweise 378 Millionen Lichtjahre von der Milchstraße entfernt und hat einen Durchmesser von etwa 50.000 Lichtjahren.
Im selben Himmelsareal befindet sich u. a. die Galaxie IC 875.
Das Objekt wurde vom deutsch-britischen Astronomen Wilhelm Herschel mit einem 18,7-Zoll-Spiegelteleskop zweimal entdeckt; zuerst am 24. April 1789 (geführt als NGC 5113), danach am 17. März 1790 mit leicht abweichender Himmelsposition (geführt als NGC 5109). Bei diesen Beobachtungen notierte er „F, S, E“ und „cF, S, E“; sein Sohn, der britische Astronom John Herschel, beschrieb sie im Jahr 1828 mit „vF, pmE, 30sec“.